# Jan Kubisz
Jan Kubisz (24. ledna 1848, Konská – 25. března 1929, Hnojník) byl polský pedagog, básník a národní buditel na Těšínsku a zakladatel polské těšínské literatury.

## Životopis
Narodil se v rodině sedláka Pavla Kubische a jeho manželky Mariny, rozené Kottasové, na statku v centru obce „na Bartkovicích“ (později byla na tomto místě postavena válcovna „C“ třineckých železáren). Po ukončení lidové školy v Konské v letech 1860–1865 studoval na evangelickém gymnáziu v Těšíně. Z důvodu germanizace školy studium přerušil a přešel do těšínského učitelského semináře, který dokončil v roce 1868. V roce 1869 začal pracovat jako učitel na polské evangelické škole v Hnojníku, kde se později stal ředitelem. Ve vyučovacím programu provedl několik změn, které se týkaly zvláště vyučování polského jazyka. Zapojil se do národní činnosti v rámci spolku polské mládeže  „Wzajemność“. V Lidové čítárně (Czytelni Ludowej) v Těšíně vedl amatérské divadlo. Byl také společensky velmi aktivní v Evangelické lidové vzdělávací společnosti (Towarzystwie Ewangelickiej Oświaty Ludowej) a v Polské pedagogické společnosti (Polskim Towarzystwie Pedagogicznym). Udržoval velmi blízké kontakty s vůdci polského evangelického národního hnutí na těšínském Slezsku avšak  politicky se neangažoval.
Jan Kubisz byl dvakrát ženat: s Malwinou, roz. Pustowkovou (1855-1901), a po její smrti s Marií, roz. Brodovou (1874-1956). Měl 12 dětí.
V roce 1910 v Hnojníku si postavil vlastní dům.

### Tvorba
Posláním Kubiszowy tvorby bylo formování polského národního vědomí u polské mládeže na těšínském Slezsku.
V roce 1868 byla v Gwiazdce Cieszyńskiej vytištěna jeho první báseň. První sbírku poezie s názvem Niezapominajka vydal v roce 1882. Ve sbírce je slavná  báseň „Do Olzy“, která se stala základem známé písně „Płyniesz Olzo“ vnímané jako hymna Zaolší. Jeho tvorbu publikoval polský tisk „Gwiazdka Cieszyńska“ a „Przyjaciel Ludu“. Kubiszův „Pamiętnik starego nauczyciela“ („Vzpomínky starého učitele“) z roku 1928 je jedním z nejcennějších zdrojů informací o životě společnosti těšínského Slezska. Kubisz je také autorem písně „Ojcowski dom“, která je zpívaná během evangelických slavností a i dnes doprovází kongresy regionálních společností v Těšíně a Bílsku.

### Dílo
- Niezapominajka (1882) – sbírka básní
- „Płyniesz Olzo po dolinie...“ – píseň
- Śpiewy starego Jakuba  (Těšín, 1889) - sbírka básní
- Z niwy śląskiej  (Lvov, 1902) – básnická sbírka
- Pamiętnik starego nauczyciela (Č.Těšín,1928)

## Galerie

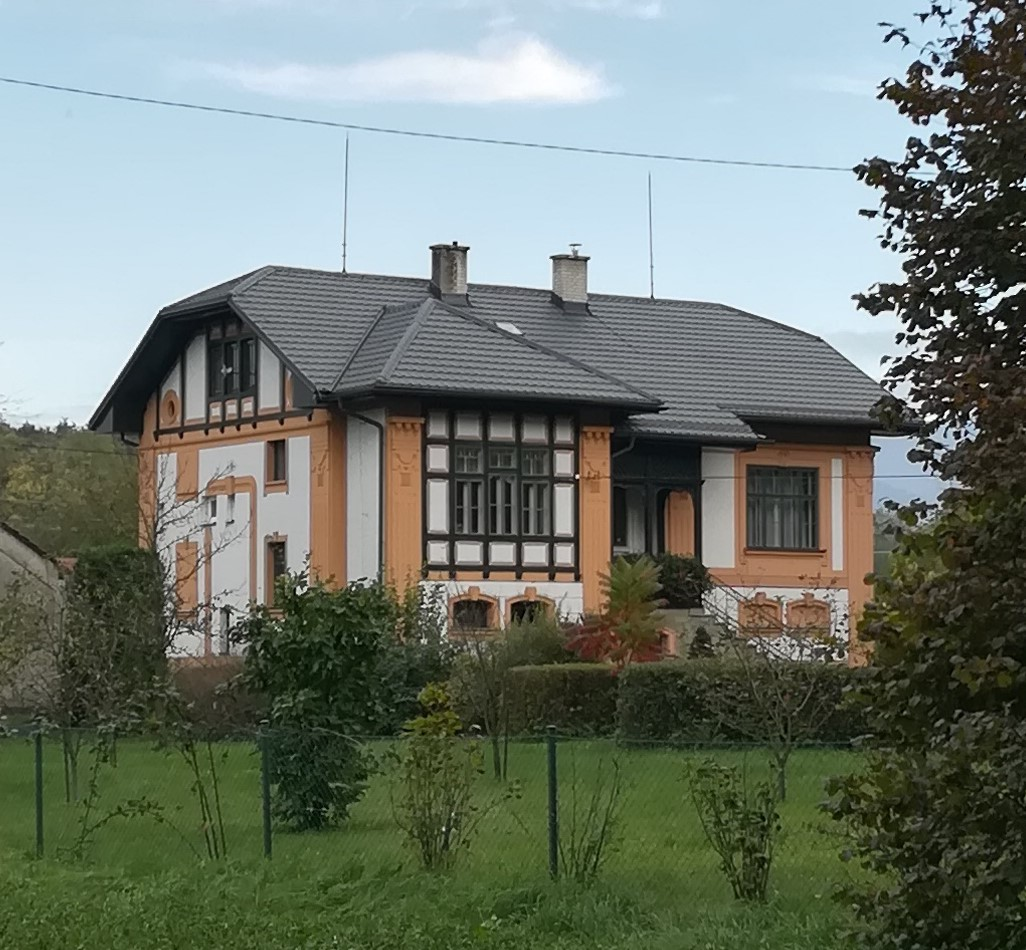
Dům Jana Kubizse z roku 1910
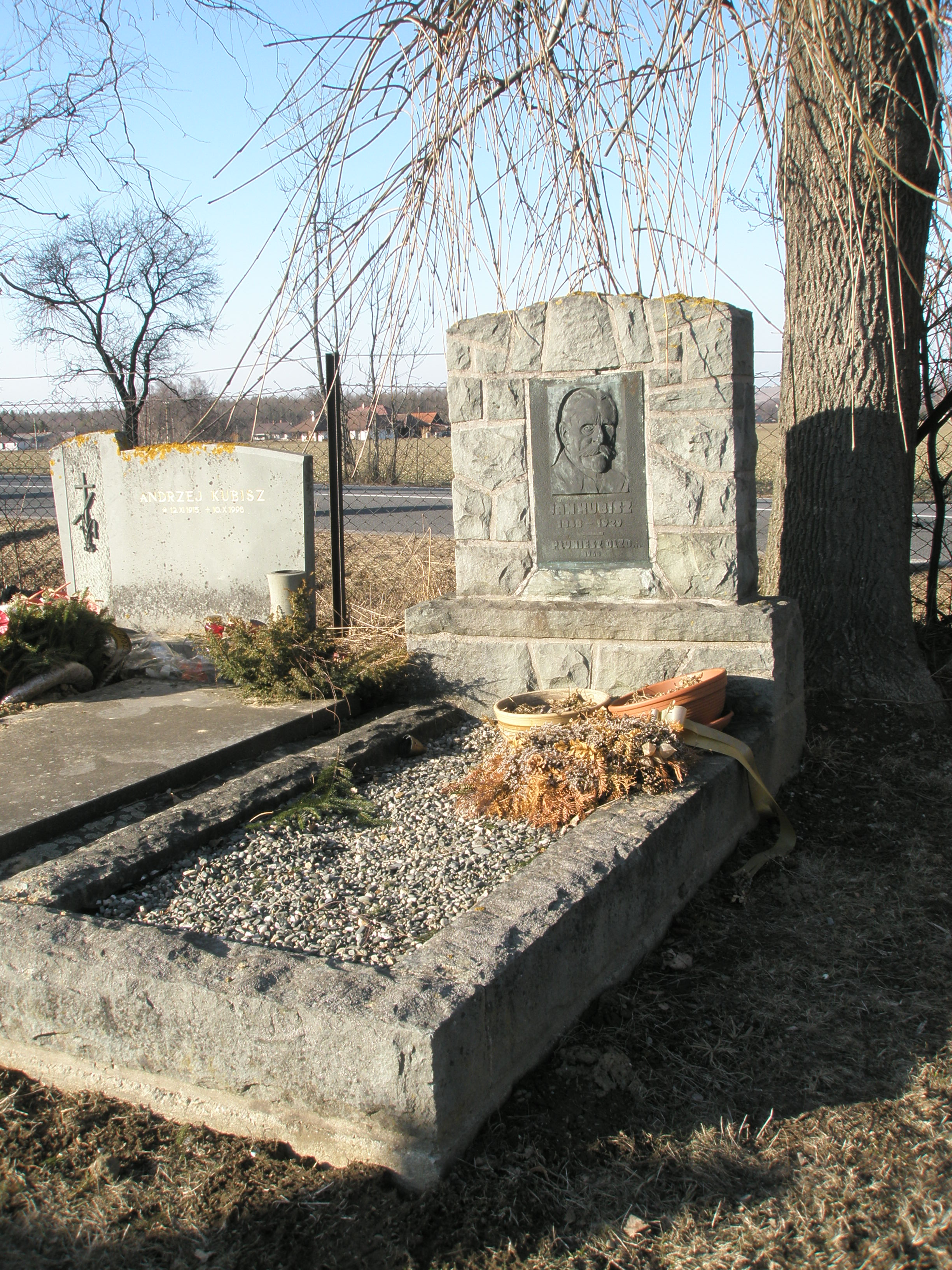
Pomník Jana Kubisze
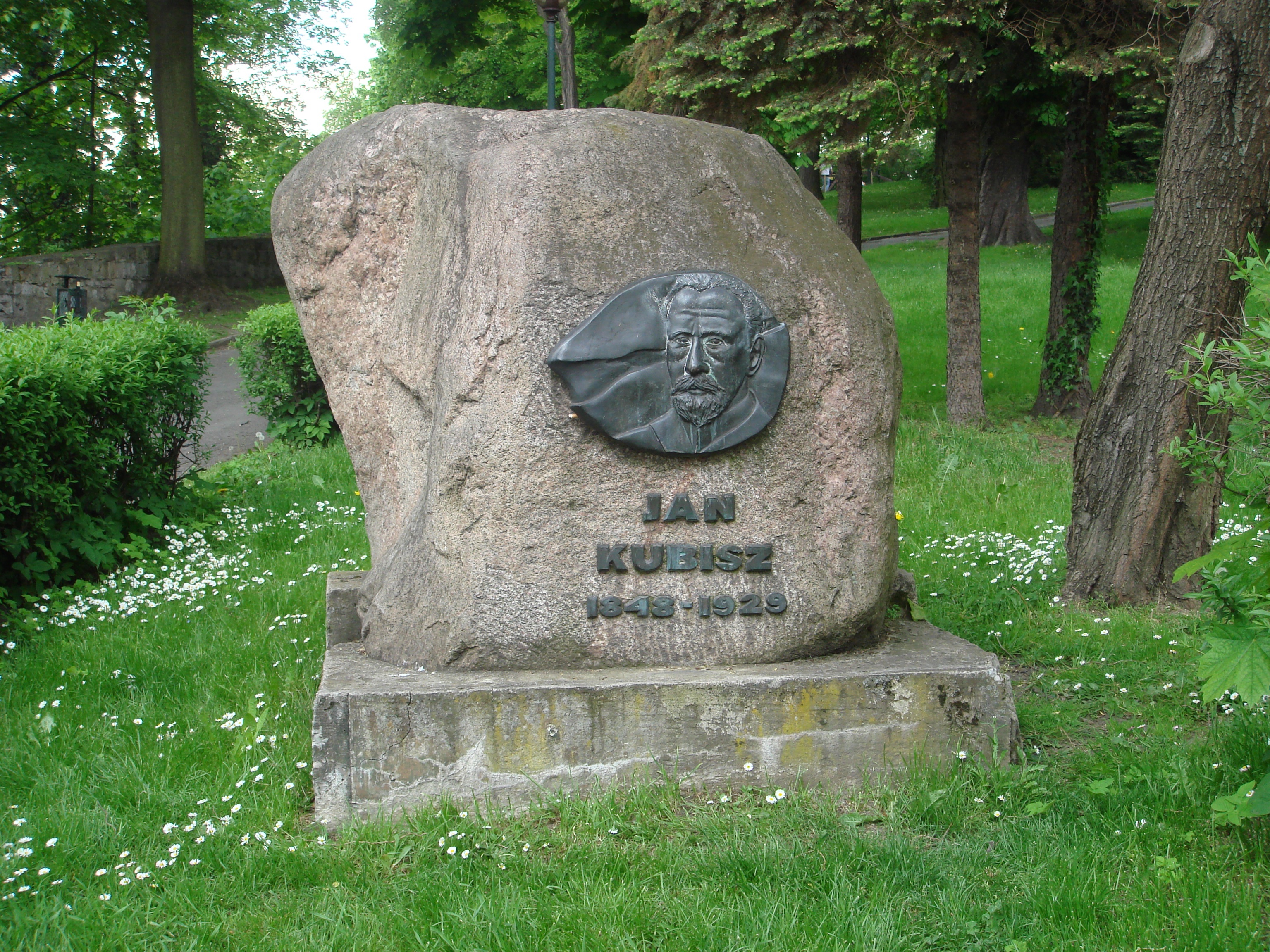
Památník Jana Kubisze
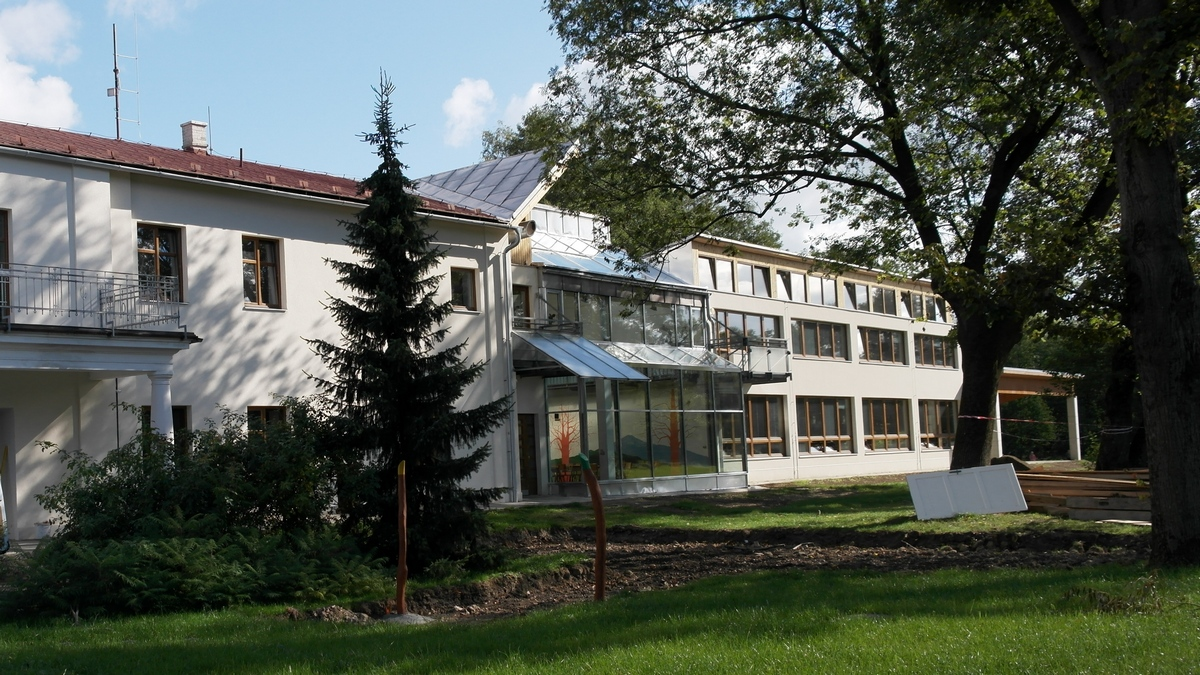
Polská škola Jana Kubisze v Hnojníku